# Село-при-Водицях
Село-при-Водицях (словен. Selo pri Vodicah) — поселення в общині Водиці, Осреднєсловенський регіон, Словенія. 
Висота над рівнем моря: 322,6 м.